# Nekomusume
Una nekomusume (猫娘?) es una criatura de la mitología japonesa semejante a su contrapartida moderna, ("catgirl"), aunque la nekomusume tiene rasgos más felinos que humanos.
En algunos casos, se decía que eran gatos que, para gastar una broma, cambiaban de forma felina a humana y acabaron convertidos en híbridos. En otros, serían mujeres cuya cólera era similar a la de un gato enfadado, y por ello adquirirían las características de dicho animal.
En algún momento estos rasgos fueron suavizados, creando la catgirl moderna. 
En los años 1950 el autor estadounidense Alfred Avila escribió sobre "la japonesa", un nekomusume que se decía existía en Los Ángeles, en el suburbio de El Monte.  (enlace roto disponible en Internet Archive; véase el historial, la primera versión y la última).

## Nekomusume en la cultura popular
En la segunda temporada del anime xxxHolic, uno de sus personajes es una nekomusume.
El autor Shigeru Mizuki fue uno de los primeros sino que el primero en tomarla como un yōkai, siendo así su personaje llamado Neko-Musume. 
En el anime Rosario + Vampire uno de los profesores de la
academia Youkai,Shizuka Nekonome es una nekomusume.
En el anime Omamori Himari una de las personajes principales, llamada Himari, es una nekomusume.
En el anime High School DxD también se puede observar a dos nekomusumes (que en realidad están catalogadas como "nekomatas"), una de ellas es Koneko Tojo y la otra es Kuroka (hermana mayor de Koneko).
En el anime Soul Eater también podemos observar a una nekomusume (que está catalogada como "nekomata") llamada Blair; es una gata con poderes mágicos que (al principio de la historia) pareciera ser una bruja, pero en realidad al ser devorada por Soul esta vuelve a aparecer en forma de neko (gato).
En el anime Re:Zero podemos observar un nekomusume llamado Félix Argyle, que en sus primeras apariciones se pensaba era una chica y que avanzando por la historia se descubre que era un chico. Este posee poderes mágicos que usa principalmente para curación.